# Johann David Wyss
Johann David Wyss (Bern, 28 mei 1743 – aldaar, 11 januari 1818) was een Zwitserse gereformeerd prediker en schrijver.
Grote bekendheid kreeg hij door zijn boek Die Schweizer Familie Robinson, gebaseerd op Daniel Defoe's werk Robinson Crusoe. Hij schreef het verhaal tussen 1794 en 1798 voor zijn kinderen, zonder publicatie van het verhaal voor ogen te hebben. Nadat zijn zoon Johann Rudolf Wyss het verhaal tot boek bewerkte, werd het in 1812 toch uitgegeven. Het zou op zijn beurt de basis vormen van Jules Verne's Twee jaar vakantie.
Wyss was de zoon van een hoge legerofficier, hij studeerde theologie en filosofie aan de universiteiten van Bern en Lausanne. In 1766 werd hij aalmoezenier bij een Berner regiment, in 1775 predikant in Seedorf en tussen 1777 en 1803 predikant in de kathedraal van Bern.
Na 1803 trok hij zich terug op zijn landgoed nabij Köniz, hier wijdde hij zich tot zijn dood aan fruittelen en bijenhouden.
- Bibsys: 90616473
- Biblioteca Nacional de España: XX994319
- Bibliothèque nationale de France: cb131876958 (data)
- Catàleg d'autoritats de noms i títols de Catalunya: 981058519865406706
- CiNii: DA03286657
- Gemeinsame Normdatei: 119359855
- Historisch woordenboek van Zwitserland: 012416
- International Standard Name Identifier: 0000 0001 1694 7985
- Library of Congress Control Number: n96055186
- Nationale Bibliotheek van Letland: 000008389
- Bibliotheek van het Japanse parlement: 00461547
- Nationale Bibliotheek van Tsjechië: xx0011443
- Nationale bibliotheek van Australië: 35622900
- Nationale Bibliotheek van Israël: 987007281630205171
- Nationale Bibliotheek van Polen: a0000002089062
- Nationale en Universitaire bibliotheek Zagreb: 000034105
- Nederlandse Thesaurus van Auteursnamen: 068418345
- Istituto Centrale per il Catalogo Unico: CUBV163522
- LIBRIS: 263294
- SNAC: w6st7w2j
- Système universitaire de documentation: 03540938X
- Trove: 1018459
- Virtual International Authority File: 102332157
- WorldCat: E39PBJgXfFT4vrw9GQcHYR48YP